# Modeste Mignon
A Modeste Mignon Honoré de Balzac 1844-ben íródott regénye. A regény az Emberi színjáték Jelenetek a magánéletből című részéhez tartozik.

## Keletkezése
A Modeste Mignont Balzac akkor írta, amikor visszatért Szentpétervárról, ahol 1843 nyarát Ewelina Hańska grófnővel töltötte. E tartózkodás hatása meghatározó volt. Számos összehasonlítás tehető a „szeretett grófnő” kísérete, családja, személyisége és a regényt benépesítő szereplők között.

A grófnő még egy kezdeti vázlatot is írt a történetről, amelyet Balzac aztán a helyszínen megfigyelt szereplőkkel gazdagított (Modeste a fiatalkori Évelyne Hanska megszemélyesítője, Wenceslas Rewuski, Madame Hanska apjának unokatestvére, aki hasonlóságot  mutat Charles Mignonnal, Modeste apjával). Mindenesetre az ajánlás elég konkrét ahhoz, hogy ne hagyjon kétséget a szerző ihletforrása felől:

„Szolgaságban sínylődő ország leánya, ki angyal vagy a szerelem, démon a képzelet, gyermek a hit, és aggastyán a tapasztalat, férfi az ész, és asszony a szív, óriás a remény, anya a fájdalom és költő az álmaid által: neked ajánlom, aki a Szépség is vagy, ezt a munkát; szerelmed és képzeleted, mely korántsem oly fényes, mint a költészet, melyet szívedben őrzöl, s melynek látható megnyilatkozásai olyanok, akár egy feledésbe merült nyelv tudósok tudományát próbára tevő betűi.”

– Honoré de Balzac, Dédicace de « Modeste Mignon ».

A mű eredetisége a földrajzi elhelyezkedésben is rejlik. Balzac, aki a való világ minden oldalát le akarta fedni, sokáig arra törekedett, hogy egy olyan város képét fesse meg, amelyik tengeri kikötő. A Modeste Mignon számára Le Havre-t választotta.

## Kiadása
A mű első része először a Journal des débats-ban jelent meg 1844 áprilisában, majd 1844 májusában és júliusában, olyan változtatásokkal, amelyek célja az volt, hogy ne sértse az újság olvasóközönségét. A átdolgozott és alaposan megváltoztatott művet ezután Chlenowski adta ki, két részre osztva, két különböző címmel: az elsőt „Modeste Mignon”, a másodikat „A három szerelmes” címmel. 1846-ban a Furne által kiadott Jelenetek a magánéletből IV. kötetében jelent meg.

## Szereplők
- Simon Babylas Latournelle, Le Havre-i közjegyző. Charles Mignon barátja.
- Agnès Latournelle, a jegyző felesége, nagyképű provinciális.
- Jean Butscha, a jegyző első hivatalnoka, púpos.
- Exupère Latournelle, a jegyző fia.
- Charles Mignon de La Bastie, volt katona, majd gazdag kereskedő, Modeste apja. Elveszíti vagyonát, majd elutazik, hogy visszaszerezze.
- Madame Mignon, megszomorodott és megvakult. Apja német bankár volt.
- Modeste Mignon, a regény főszereplője. Szép, intelligens és lázadó. Szerelmes akar lenni, a körülötte élők rosszallása ellenére.
- Bettina-Caroline Mignon, Modeste elhunyt nővére. Szerelmes volt, de a párja elhagyta, és belehalt a bánatba.
- Monsieur Dumay, Charles Mignon és Latourelle barátja, Charles Mignonnal együtt szintén katona volt a Grande Armée-ben, most pedig pénztárosukként dolgozik. Modeste-ért bármit megtenne. A Mignon és a Dumay családok együtt élnek a házában.
- Madame Dumay: Monseur Dumay felesége, Amerikából származik. Neki és férjének nincsenek gyermekei.
- Monsieur Vilquin, M. Mignon irigye, a regény cselekménye előtt felvásárolta a vagyonát.
- Gobenheim úr, egy fösvény kereskedő, Dumay-ékhoz jár kártyázni.
- Georges d'Estourny, egy párizsi arisztokrata, elcsábította Caroline-t, kártyacsaló volt, és külföldre menekült.
- Francoise Cochet, a lányok cinkosa, együgyű.
- Melchior de Canalis, egy hiú és ambiciózus költő, aki el akarja venni Modeste-t a hozományáért.
- Erneste De La Briére, Canalis titkárnője, aki őszintén imádja Modeste-t.
- M. Desplein, a sebész, aki helyreállítja Mme Mignon látását.
- Chaulieu hercegnő, egy 50 év körüli, ám fiatalos nő, Canalis szeretője.
- D'Herauville, Modeste harmadik udvarlója, egy alacsony és apró termetű férfi.
- Említett személyek: Cadignan herceg, Loudon herceg, Verneuil hercegnő, Rhétoré herceg, Serésy vicomte.

## Cselekmény

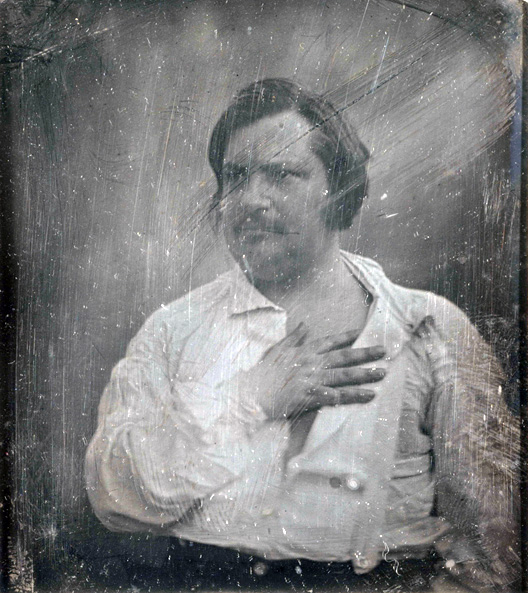
Fénykép Balzacról 1842-ben, két évvel a Modeste Mignon megírása előtt

Modeste apja, Charles Mignon de La Bastie igen gyorsan meggazdagodott, ám a később bekövetkezett csőd arra késztette, hogy négy évre Indiába távozzon, hogy új üzleti vállalkozásokba kezdjen. Távolléte alatt Modeste és édesanyja megbízható barátok felügyelete alatt maradt. Modeste azonban ír egy párizsi költőnek, Melchior de Canalisnak, akit csodál, és akivel szeretne találkozni.
A regény számos rövid, gyakran levélszerű fejezeten keresztül halad előre (74), amelyekben a hősnő levelet vált az általa csodált költővel. Csakhogy a levelekre annak titkára, Ernest de La Brière válaszol, egy művelt és finom fiatalember, aki beleszeret Modeste-be, amikor alkalma nyílik találkozni vele. Csak akkor kezd Canalis érdeklődni a fiatal lány iránt, amikor Charles Mignon visszatér Indiából, ahol vagyonát a Kínával folytatott jövedelmező ópiumkereskedelemmel visszaszerezte. Ernest, a rajongó szerelmes, kétségbeesik, különösen, hogy Modeste-nek új kérője érkezik: d'Hérouville gróf.
A Mignon család új vagyona lehetővé tette, hogy számos partit és fogadást rendezzenek, amelyeken Melchior de Canalis és Hérouville olyan bátorsággal versengtek, hogy Modeste-et is megdöbbentették. Ernest egyetlen támasza Butscha, egy kis púpos, aki erősen ragaszkodik a fiatal lányhoz.
Ettől kezdve a regény egy „gondolatkísérlet": a fiatal lány jellemét tekintve milyen pszichológiai elem billenti végül a mérleg nyelvét az egyik kérő javára?
A púpos mesterkedéseinek hála kiderül, hogy Canalis-t csak a hozomány érdekli, és amikor régi pártfogója és szeretője Chaulieu grófné feltűnik kiszáll a Modeste-ért folyó versenyből. Végül Modeste a szívére hallgat és a királyi pompával szemben Ernest-et választja, akivel boldog házasságban éli le életét.

## Fordítás
Ez a szócikk részben vagy egészben  a   Modeste Mignon című francia Wikipédia-szócikk fordításán alapul.  Az eredeti cikk szerkesztőit annak laptörténete sorolja fel. Ez a jelzés csupán a megfogalmazás eredetét és a szerzői jogokat jelzi, nem szolgál a cikkben szereplő információk forrásmegjelöléseként.

## Könyvjegyzék
Sablon:Autres projets
- R. Anthony Whelpton, « L’Atmosphère étrangère de Modeste Mignon », L’Année balzacienne, Paris, Garnier Frères, 1967, Sablon:P.373-375.
- André Vandegans, « Fascinations et nostalgies balzaciennes dans Modeste Mignon : du propos à l’effet », Bulletin de l’Académie Royale de Langue et de Littérature Françaises, 1980, Sablon:Numéro58 (1), Sablon:P.20-55.
- Armine Kotin Mortimer, «Writing Modeste Mignon», L’Esprit Créateur, automne 1991, Sablon:Numéro31 (3), Sablon:P.26-37.
- Joëlle Mertès-Gleize, « Séduite et épousée : les stéréotypes de la lecture dans Modeste Mignon », Balzac, Œuvres complètes. Le moment de La Comédie humaine, Éd. et intro. Claude Duchet, éd. et intro. Isabelle Tournier, Saint-Denis, PU de Vincennes, 1993, Sablon:P.171-188.
- Pierre-Yves Balut, « Modeste Mignon à Potsdam », L'Année balzacienne, 1997, Sablon:Numéro18, Sablon:P.303-310.
- Charles Dédéyan, « Balzac et Sismondi », L’Année balzacienne, 1988, Sablon:Numéro9, Sablon:P.73-79.
- Christine Planté, « Modeste Mignon : les lettres, la voix, le roman », L’Année balzacienne, Sablon:Date-, Sablon:Numéro20 (1), Sablon:P.279-292.
- Mireille Labouret, « Romanesque et romantique dans Mémoires de deux jeunes mariées et Modeste Mignon », L’Année balzacienne, 2000, Sablon:Numéro1, Sablon:P.43-63.
- Andrew Oliver, « (Im) Modeste Mignon : un roman balzacien en déshabillé », Réflexions sur l’autoréflexivité balzacienne, éd. et avant-propos, Andrew Oliver, éd. et avant-propos, Stéphane Vachon, Toronto, Centre d’études du Sablon:S- Joseph Sablé, 2002, Sablon:P.155-167.
- Terence Cave, «Modeste and Mignon: Balzac Rewrites Goethe», French Studies, Sablon:Date-, Sablon:Numéro59 (3), Sablon:P.311-325.
- Laure Lévêque, « "Quel mal nous font les romans ?" Modeste Mignon, mensonge romantique et vérité romanesque ? », Romanesques, n° 5, 2013, p. 223-238.